# 2012年ロンドンオリンピックの閉会式

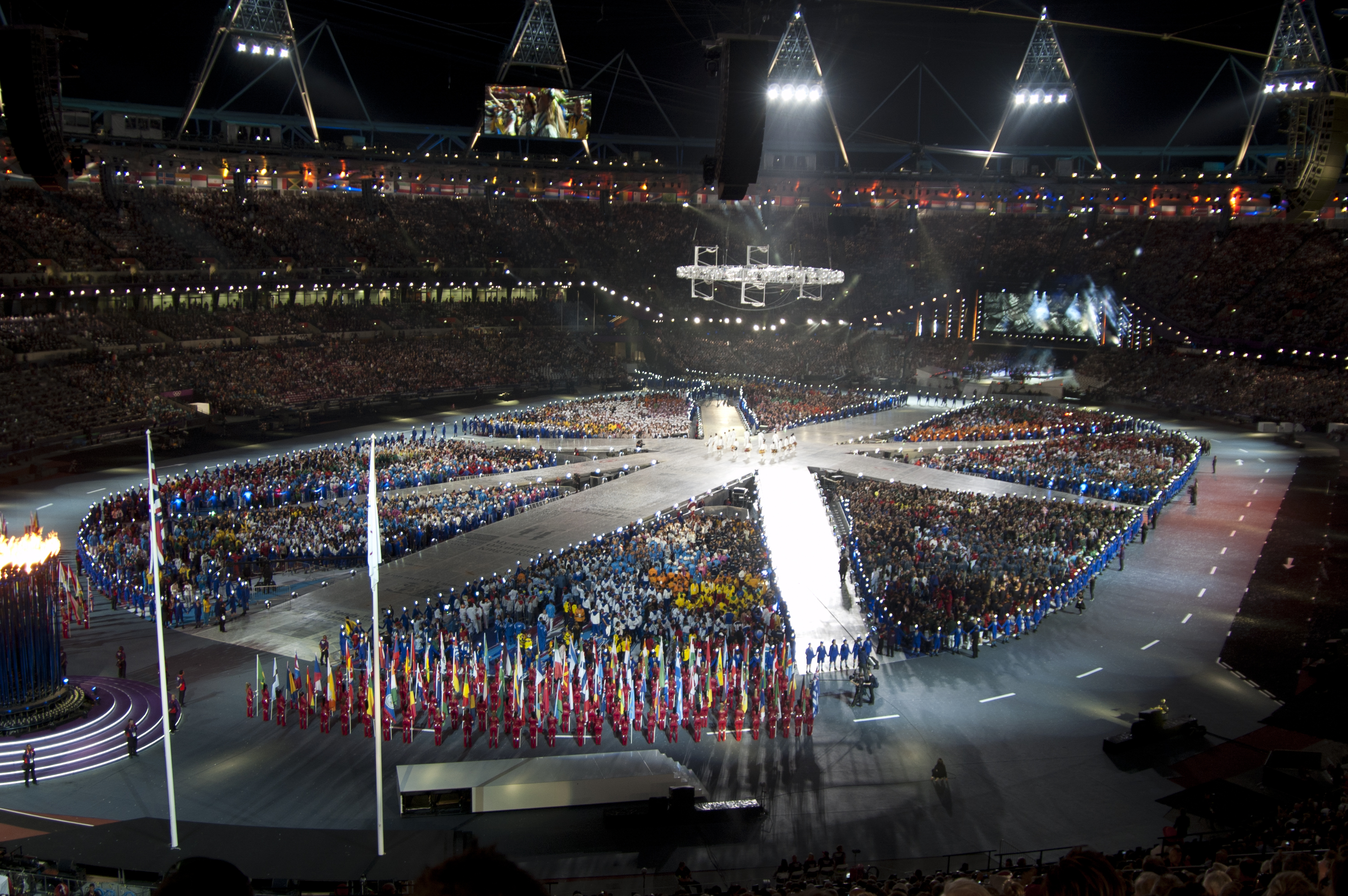
ユニオンジャックにおける赤と白の部分（「米」の字）が舞台で、青い部分に選手たち。
外周には左側通行の矢印が書かれ、自動車やバイク、自転車などによるアーティストの入退場もあった。

2012年ロンドンオリンピックの閉会式（2012ねんロンドンオリンピックのへいかいしき）では、2012年8月12日午後9時（英国夏時間、UTC+1）から翌午前0時11分まで、ロンドンのオリンピック・スタジアムで挙行された、ロンドンオリンピック（第30回夏季オリンピック）の閉会式について記す。
全体のテーマは、A Symphony of British Music（「英国音楽のシンフォニー」）。

## 概要
総合演出はキム・ギャヴィンが担当。本番3日前の8月9日には、非公開でリハーサルが行われた。
- LOCOGのpdf資料[4] に書かれた構成

1. Rush Hour
2. God Save the Queen
3. Street Party
4. Waterloo Sunset
5. Parade of Athletes
6. Here Comes the Sun
7. A Symphony of British Music
8. The Road to Rio
9. Embrace
10. Closing of the Games
11. Finale

オープニング （1、2）
大時計ビッグ・ベンのカウントダウンで開始された（同時に、ロンドンの街中にある標識などの数字を撮影した60秒前からのカウントダウン映像も流された）。
ダミアン・ハーストがデザインしたユニオンジャック型の舞台 には、英字の新聞でラッピング された「観覧車のロンドン・アイ」 の模型が中心部に鎮座。その他、「バターシー発電所」「セント・ポール大聖堂」「ビッグ・ベン」「タワーブリッジ」といったロンドンのランドマークの、同様の模型も置かれていた。
まず、それらを背景に朝のラッシュアワーをイメージしたダンスパフォーマンスが繰り広げられた。そして午後9時8分頃 には、俳優のティモシー・スポールが演じるウィンストン・チャーチルがビッグ・ベンの上で演説をするパフォーマンスもあった。
その後
その後、各国選手 が一斉に入場し、舞台下で見学。多数のアーティストによるライブが行われた。その合間には男子マラソンの表彰式とボランティアスタッフ代表6名への花束贈呈が相次いで行われた。
日付の変わる直前に聖火台付近から花火が上がり、聖火がゆっくりと消灯した。今度は大きな花火がスタジアムに上がり幕を閉じた。

## 楽曲

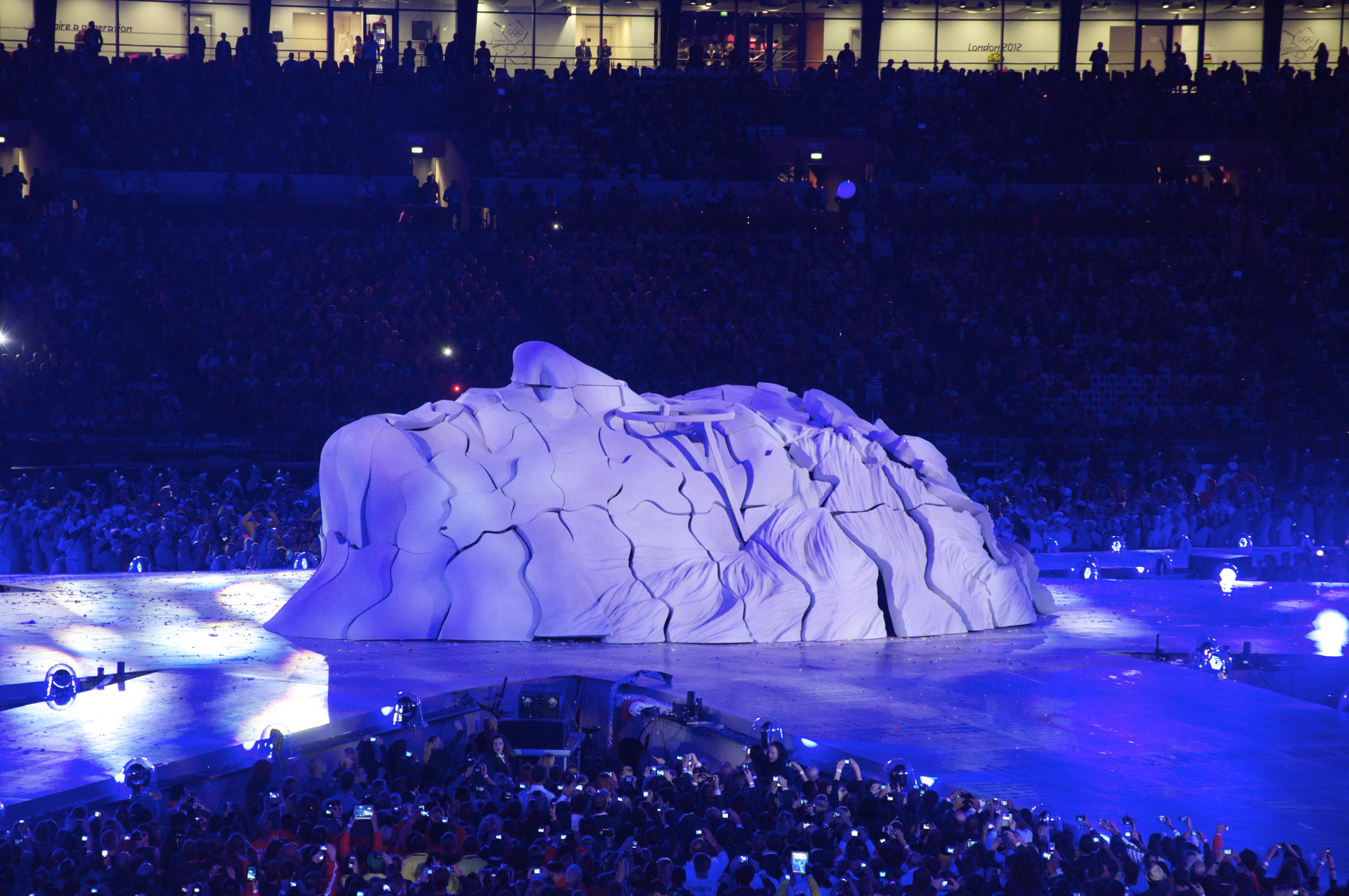
23 ジョン・レノンの顔はパーツが運ばれて形成
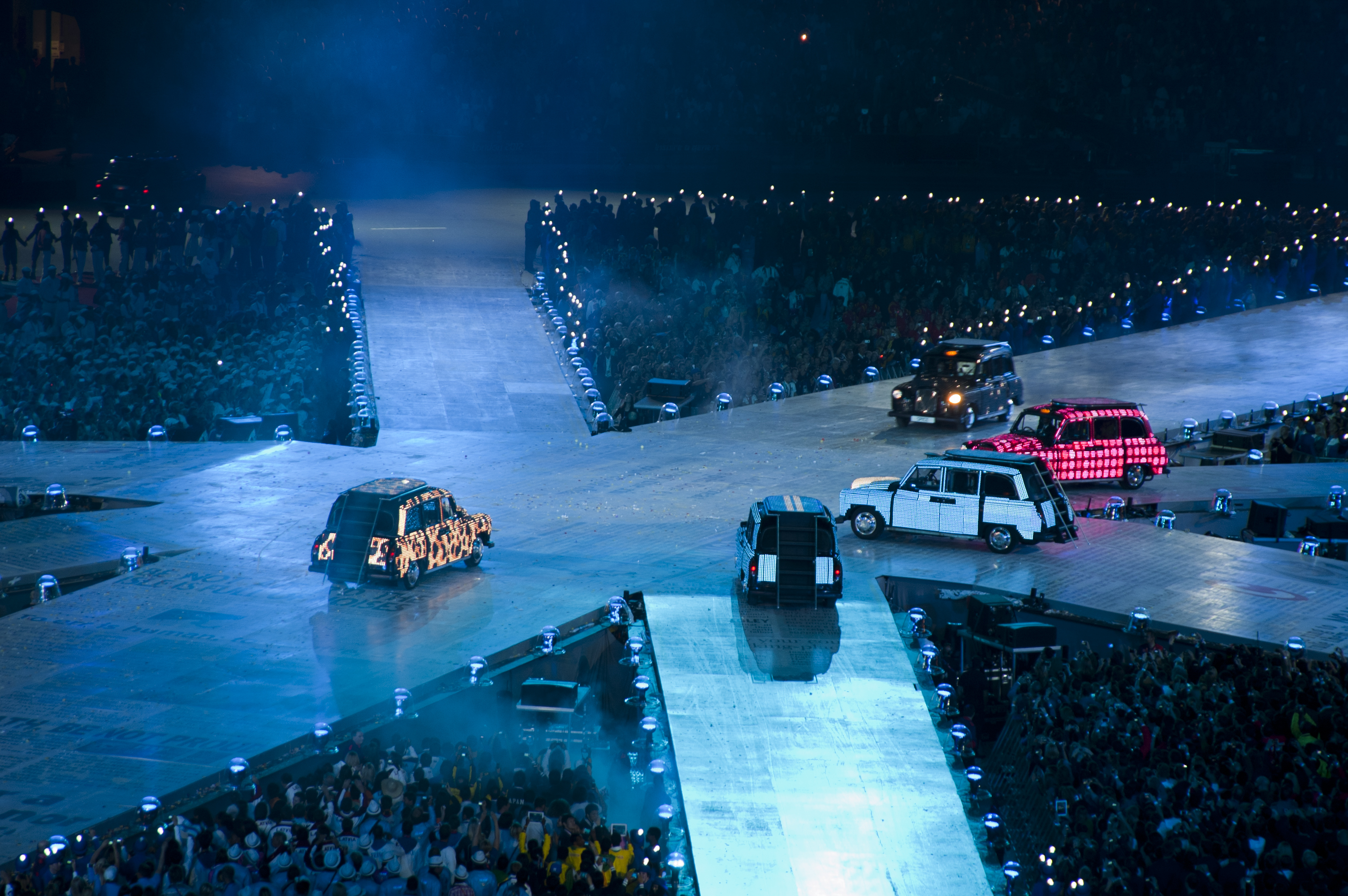
36 スパイス・ガールズを運ぶロンドンタクシー
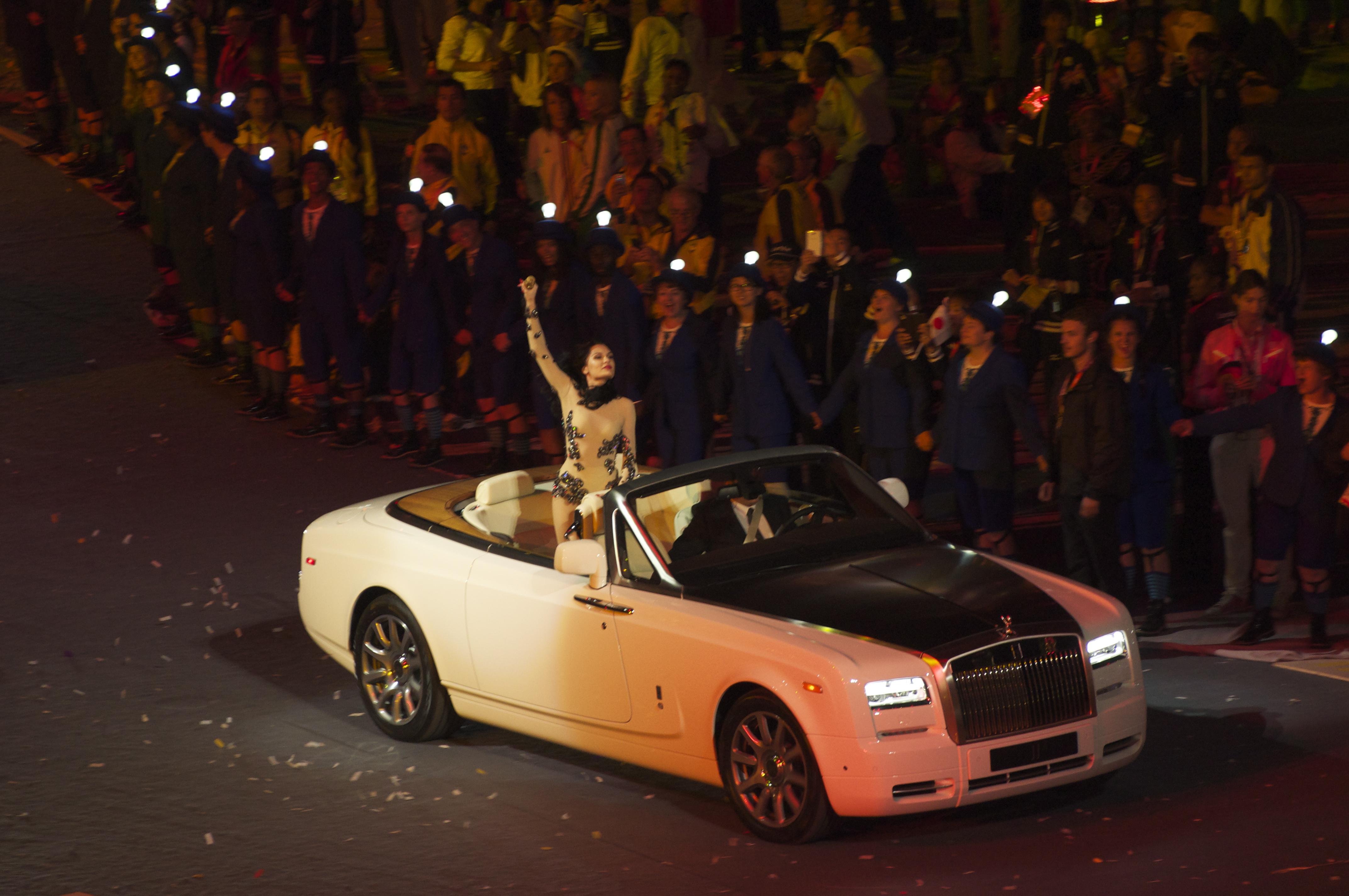
ジェシー・Jと、電球付き山高帽姿の警備係

音楽監督はデヴィッド・アーノルドが務め、自身も出演した。多くのミュージシャンが生演奏をしたが、一部は録音であった。

### 一覧
備考欄の時間はLOCOGのpdf資料 掲載の「予定」であり、本番では異なった可能性もある。
|      | アーティスト | 楽曲 | 備考 |
| ---- | --- | --- | --- |
| 0    | | | Rush Hour - 3分9秒 |
| 1    | エミリー・サンデ | "Read All About It (Part III)" | 開会式にも出演。 |
| 2    | Urban Voices Collective | "ビコーズ" | ザ・ビートルズの楽曲。英国発祥のパフォーマンス集団ストンプの演奏による。 |
| 3    | ジュリアン・ロイド・ウェバー、ロンドン交響楽団 | "愛の挨拶" | ステージではロンドンの日常を再現するパフォーマンスが行われた。 |
| 3.5  | | | God Save the Queen - 4分19秒 |
| 4    | ロンドン交響楽団 | "女王陛下万歳" | 歌唱は3でパフォーマンスを行った人々。 |
| 4.5  | | | Street Party - 11分3秒 |
| 5    | マッドネス、Hackney Colliery Band | "アワ・ハウス" | 14 登場の前に、黄色い車が軽く爆発し、バットマンとロビンのコスプレが出現。 |
| 6    | Massed Bands of the Guards Division | "パークライフ" | 15 ブラーの楽曲。演奏は近衛歩兵軍楽隊。 |
| 7    | ペット・ショップ・ボーイズ | "ウエスト・エンド・ガールズ" | 16 自転車の集団と共に登場し、三輪自転車の上で歌唱。 |
| 8    | ワン・ダイレクション | "ホワット・メイクス・ユー・ビューティフル" | 17 |
| 8.5  | | | Waterloo Sunset - 10分12秒 |
| 9    | ザ・ビートルズ | "ア・デイ・イン・ザ・ライフ" | 録音音源のみ。パントマイム集団による、ある男性の一日の過ごし方をパフォーマンス。 |
| 10   | レイ・デイヴィス | "ウォータールー・サンセット" | デイヴィスがリードボーカルを務めたバンド、キンクスの楽曲。 |
| 11   | エミリー・サンデ | "Read All About It (Part III)" | 涙を流す選手たちの五輪ハイライト映像集が流れる。 |
| 11.5 | | | Parade of Athletes - 14分10秒 |
| 12   | ロンドン交響楽団 | "Parade of Nations/Athletes" | デヴィッド・アーノルドのカバー。以下17曲目までが選手入場に使用された楽曲。 |
| 13   | Elbow、Urban Voices Collective、ロンドン交響楽団 | "Open Arms" "One Day Like This" | |
| 14   | マッドネス、Hackney Colliery Band | "アワ・ハウス" [音源のみ] | 5 |
| 15   | Household Division Ceremonial State Band | "パークライフ" [音源のみ] | 6 |
| 16   | ペット・ショップ・ボーイズ | "ウエスト・エンド・ガールズ" [音源のみ] | 7 |
| 17   | ワン・ダイレクション | "ホワット・メイクス・ユー・ビューティフル" [音源のみ] | 8 |
| 17.5 | | | Here Comes the Sun - 20分4秒 |
| 18   | ケイト・ブッシュ | "神秘の丘 (2012 Remix)" | 本人の出演は無し。20で使用されるステージの形成が行われる。 |
| 19   | ロンドン交響楽団 | "おおウガンダ、美しき地" | ウガンダ国歌。男子マラソンの表彰式での演奏。 |
| 20   | Urban Voices Collective | "ヒア・カムズ・ザ・サン" | 約7万人のボランティアスタッフを代表して、6名への花束贈呈。 |
| 21   | デヴィッド・アーノルド | "Medal Ceremony" | |
| 21.5 | | | A Symphony of British Music |
| 22   | クイーン | "ボヘミアン・ラプソディ" | スタジアムの照明が暗くなり、観客席の間に仕込まれた照明パネルの光が波打つ。 |
| 23   | リヴァプール・フィルハーモニック・ユース合唱団、ジョン・レノン                                                                                          | "イマジン" | 使用されたレノンの映像はオノ・ヨーコが保管していた未公開のもの。児童合唱団による歌唱と手話が行われる。 |
| 24   | ジョージ・マイケル | "フリーダム 90" White Light" | 2011年末に重度の肺炎で昏睡状態に陥っており、今回が復帰ステージとなる。 |
| 25   | カイザー・チーフス | "ピンボールの魔術師" | ザ・フーのアルバム「トミー」に収録された楽曲。バイクの集団と共に登場。 |
| 26   | デヴィッド・ボウイ | "スペイス・オディティ" チェンジズ" ジギー・スターダスト" ジーン・ジニー" 愛しき反抗" ダイアモンドの犬" ヤング・アメリカンズ" レッツ・ダンス" ファッション" | ボウイは映像出演のみ。「ファッション」が流れる中、モデルのケイト・モス、ナオミ・キャンベル、カレン・エルソン、リリー・コール、ステラ・テナント、ジョルダン・ダン、ジョージア・メイ・ジャガー、リリー・ドナルドソン、デヴィッド・ギャンディたちがファッションショーを行った。 |
| 27   | アニー・レノックス | "リトル・バード" | 海賊船に乗って登場。 |
| 28   | エド・シーラン、ニック・メイスン、マイク・ラザフォード、リチャード・ジョーンズ                                                                          | "あなたがここにいてほしい" | メイスンはピンク・フロイド、ラザフォードはジェネシス、ジョーンズはザ・フィーリングのメンバー。楽曲はピンク・フロイドのもので、演奏中に空中で綱渡りをする男性と握手をした人形が炎上するのは「炎〜あなたがここにいてほしい」のアルバムジャケットのオマージュ。                 |
| 29   | ラッセル・ブランド、ロンドン交響楽団 | "Pure Imagination" | ミュージカル映画『夢のチョコレート工場』でジーン・ワイルダーが歌唱した曲。 |
| 30   | ラッセル・ブランド、ボンド | "アイ・アム・ザ・ウォルラス" | ザ・ビートルズのカバー。 |
| 31   | ファットボーイ・スリム | "Right Here Right Now" ロッカフェラー・スカンク" | DJブースがステージ中央に設置。ノーマン・クックは34までステージに留まり、楽曲のリミックスを行なっている。 |
| 32   | ジェシー・J | "プライス・タグ" | |
| 33   | タイニー・テンパー、ジェシー・J | "Written in the Stars" | |
| 34   | タイオ・クルーズ | "ダイナマイト" | |
| 35   | ジェシーJ、タイニー・テンパー、タイオ・クルーズ | "ユー・シュッド・ビー・ダンシング" | ビージーズの楽曲。 |
| 36   | スパイス・ガールズ | "ワナビー" Spice Up Your Life" | 閉会式のために再結成。 |
| 37   | ビーディ・アイ | "ワンダーウォール" | 楽曲はボーカルのリアム・ギャラガーが以前所属していたバンド、オアシスのもの。 |
| 38   | エレクトリック・ライト・オーケストラ | "ミスター・ブルー・スカイ" | 本人出演なし。人間大砲によるパフォーマンスが行われる。それが失敗した後39に繋がる。 |
| 39   | エリック・アイドル、スーザン・ブロック、Hackney Colliery Band、 London Welsh Rugby Club、Reading Scottish Pipe Band、Rag Morris、 Blackheath Morris Men | "Always Look on the Bright Side of Life" | アイドルもメンバーの一人であったモンティ・パイソンの映画「ライフ・オブ・ブライアン」のエンディング曲。人間大砲に失敗したのがアイドルであったことが分かった後に歌い始める。                                                                                                   |
| 40   | ミューズ | "サヴァイヴァル" | ロンドンオリンピックのオフィシャルテーマソング。 |
| 41   | フレディ・マーキュリー | "Vocal Improvisation" | マジック・ツアーのウェンブリー・スタジアムでのもの。 |
| 42   | ブライアン・メイ、ロジャー・テイラー | "ブライトン・ロック" | |
| 43   | クイーン、ジェシー J | "ウィ・ウィル・ロック・ユー" | 花火が上がる。 |
| 43.5 | | | The Road to Rio - 8分13秒 |
| 44   | ロンドン交響楽団 | "自由への賛歌" | ギリシャ国歌。オリンピック発祥の地に敬意を表して閉会式では毎回演奏される。 |
| 45   | ロンドン交響楽団 | "オリンピック賛歌" | |
| 46   | ロンドン交響楽団 | "ブラジルの国歌" | 次回開催地の国歌。 |
| 46.5 | | | Embrace - 8分 |
| 47   | マリーザ・モンチ | "ブラジル風バッハ" | |
| 48   | ベーネガォン | "Maracatu Atômico" | |
| 49   | セウ・ジョルジ | "Nem vem que não tem" | |
| 50   | マリーザ・モンチ、ベーネガォン、セウ・ジョルジ | "アケリ・アブラッソ" | |
| 50.5 | | | Closing of the Games - 6分56秒 |
| 51   | ロンドン交響楽団 | "Extinguishing the Flame" | |
| 52   | テイク・ザット | "ルール・ザ・ワールド" | メンバーの一人ゲイリー・バーロウの妻が子供を死産した直後でのパフォーマンスで、出演は勇気ある行動であったと評価されている。芸術監督のギャヴィンはテイク・ザットのコンサートの監督でもある。再び花火が上がった。                                                               |
| 53   | ジョン・バリー | "The John Dunbar Theme" | 映画『ダンス・ウィズ・ウルブズ』のサウンドトラックより。 |
| 54   | デヴィッド・アーノルド | "Spirit of the Flame" | オリジナル曲。音楽に合わせて火の鳥に扮した元ロイヤル・バレエ団のプリンシパル・ダーシー・バッセルと、200人のロイヤル・バレエ団所属のバレエダンサーが舞う。 |
| 54.5 | | | Finale - 11分7秒 |
| 55   | ザ・フー | "ババ・オライリィ" シー・ミー・フィール・ミー" マイ・ジェネレーション"                                                                                     | メドレー形式で演奏。 |

### 関連情報
- 7月15日には、流出したリハーサルのセットリストが、Daily Mail紙に載った。[25]
- 閉会式終了直後から、公式サントラ『A Symphony of British Music』（38曲収録）の配信とCD販売が行われている。[26]
- アーティストの出演料に関しては、「開会式と同様の1ポンド（約123円）」という情報もある[27]。一方で、「1500万ポンド（約18億円）を用意したが出演が叶わなかったアーティストもいた」という報道もある。[28]

出演オファーが断られたと報道されたアーティスト
- ケイト・ブッシュ （18）[28][29]
- ローリング・ストーンズ[28]

- セックス・ピストルズ[28]
- デヴィッド・ボウイ （映像出演のみ 26）[14]
- ノエル・ギャラガー （元オアシス）[30]
- ザ・リバティーンズ[31]

その他には、巷で出演が予想されていたロバート・プラント（レッド・ツェッペリン）、ジャミロクワイ、エルトン・ジョンらの登場もなかった。
- 日本ではNHK総合で生中継された。英国音楽を前面に出した式であったが、NHKの実況アナウンサー達は楽曲・出演者に関して殆ど解説せず（または的外れなコメントを行い）、さらに楽曲に被せる音量で（アーティストとは無関係な）出場選手の話題を続けた。そのため、パフォーマンスを楽しみにしていた一部視聴者からはネット上で厳しい批判が巻き起こった[23]。

## ロンドンからリオへ
オリンピック憲章に従いギリシャ国旗掲揚とギリシャ国歌吹奏、そしてオリンピック旗降納と退場に合わせ、ロンドン・ウェルシュ男声合唱団とロンドン・ウェルシュ・ラグビークラブ合唱団によるオリンピック賛歌が奉唱された。のちに五輪旗がロンドン市長ボリス・ジョンソンからIOCのジャック・ロゲ会長に、そしてリオデジャネイロ市長のエドアルド・パエスに手渡されるフラッグハンドオーバーセレモニーが行われ、そのあとブラジル国旗掲揚及び国歌吹奏のち、8分間の紹介演技が行われ、終盤にペレが登場した。セバスチャン・コー五輪組織委会長のあいさつ、ロゲIOC会長が閉会を宣言した。

## 聖火の消灯
開会式で立ち上がった聖火台（南側スタンド上部に移設された）が元の姿に戻っていく。付近には一羽の赤いフェニックスのオブジェが上がっている。さらに、それに似た別のフェニックスの（火の付いた）オブジェに乗ったバレリーナのダーシー・バッセルが、ワイヤーアクションで降りてくる。パフォーマーたちと共に舞い、聖火の周りに集まると、聖火は徐々に消灯していった。日付が変わった翌日の13日午前0時1分頃、完全に消灯された。

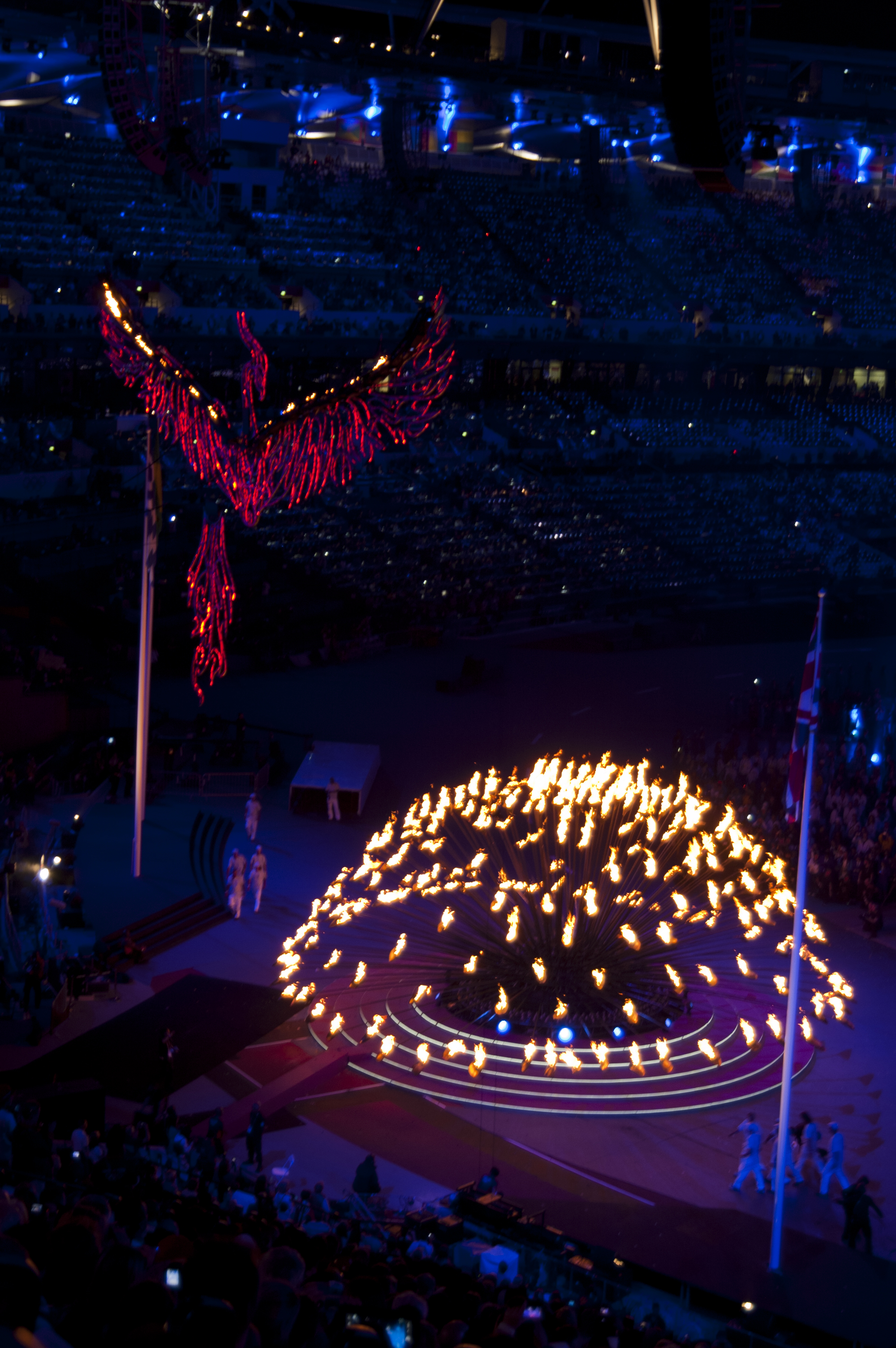
フェニックスと、聖火台の開いた姿
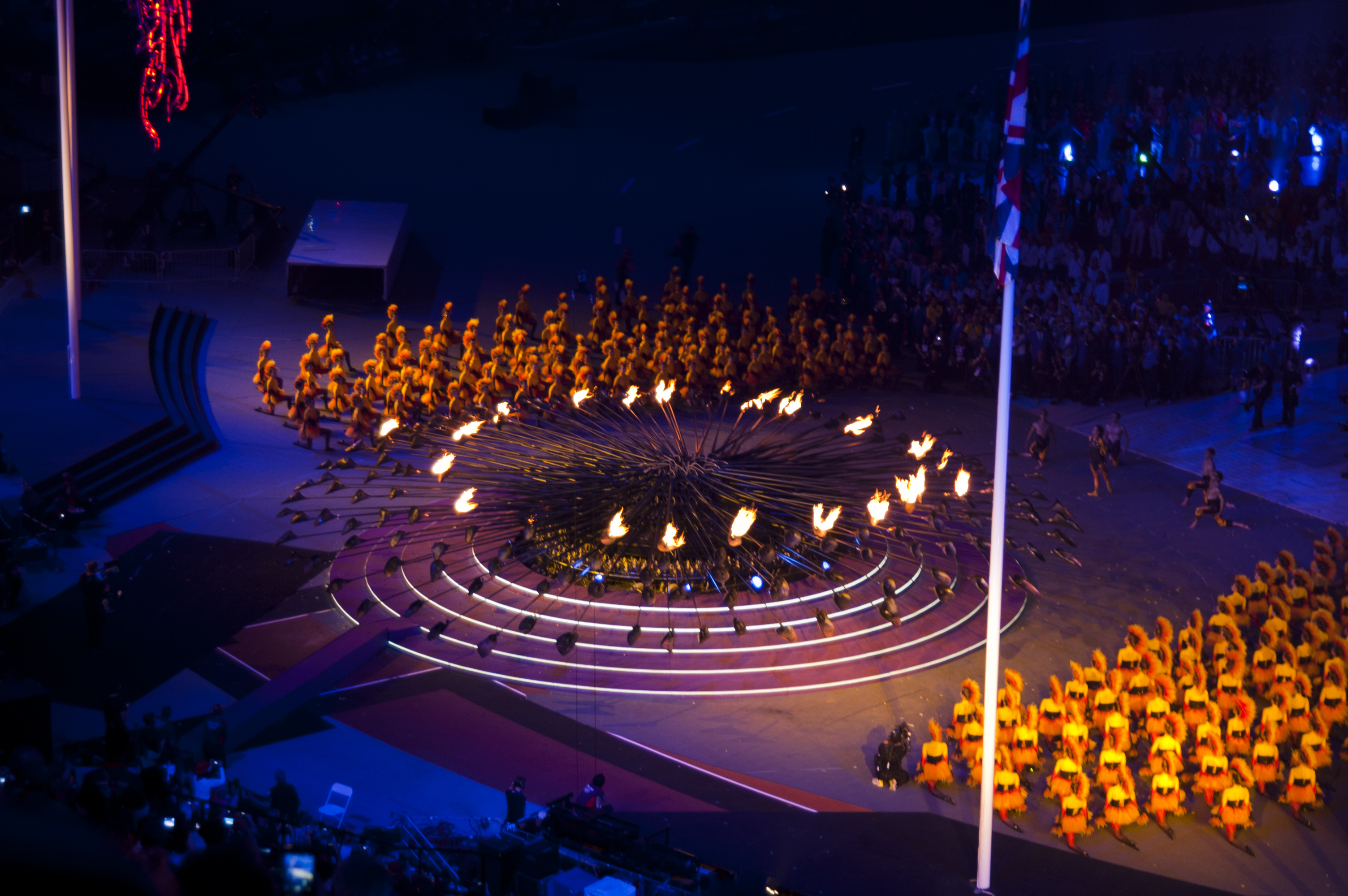
ゆっくりと消灯されていく聖火